# Micaela Navarro
Micaela Navarro Garzón (ur. 2 września 1956 w Andújar) – hiszpańska polityk i samorządowiec, parlamentarzystka, w latach 2014–2016 przewodnicząca Hiszpańskiej Socjalistycznej Partii Robotniczej (PSOE).

## Życiorys
Z zawodu asystentka badań klinicznych i pielęgniarka. Działalność polityczną podjęła w latach 80., wstąpiła do Hiszpańskiej Socjalistycznej Partii Robotniczej. Od 1991 wchodziła w skład władz miejskich Andújar, odpowiadając w nich za sprawy kobiet i służb społecznych. W latach 1996–2000 reprezentowała okręg Jaén w Senacie. W 2000 i 2004 wybierana na posłankę do Kongresu Deputowanych VII i VIII kadencji. W 2004 zrezygnowała z mandatu w związku z powołaniem na członka rządu regionalnego Andaluzji ds. równości i opieki społecznej. Stanowisko to zajmowała do 2012. W 2008 i 2012 uzyskiwała mandat posłanki do andaluzyjskiego parlamentu.
W międzyczasie awansowała w partyjnej strukturze, pełniąc funkcje jej sekretarza w swojej rodzinnej miejscowości i następnie w prowincji Jaén. W 2013 powołana na mające charakter organizacyjny i formalny stanowisko przewodniczącej PSOE w Andaluzji (partii faktycznie zarządzanej przez sekretarza generalnego). W lipcu 2014 wybrana na tożsamą funkcję w krajowej strukturze Hiszpańskiej Socjalistycznej Partii Robotniczej.
W wyniku wyborów w 2015 ponownie zasiadła w Kongresie Deputowanych, a w 2016 z powodzeniem ubiegała się o reelekcję. We wrześniu 2016 zrezygnowała ze stanowiska przewodniczącej PSOE w ramach próby doprowadzenia przez część liderów partii do dymisji jej sekretarza generalnego Pedra Sáncheza. W kwietniu 2019 i listopadzie 2019 była wybierana w skład Senatu.